# Sigurd Toresson
Sigurd Toresson var født ca. 990 og var bosadt på Trondenes. Sigurd var gift med Sigrid Skjalgsdotter, søster til Erling Skjalgsson, og sammen havde de en søn ved navn Asbjørn, siden også kaldt Asbjørn Selsbane.
Sigurd Toresson var bror til Tore Hund og Sigrid Toresdotter.